# Purga Ansei

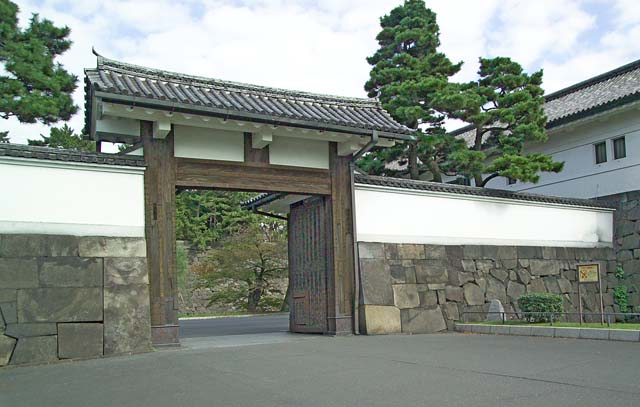
Portão Sakurada do Castelo de Edo (Sakurada-mon): O assassinato de Ii Naosuke ocorreu perto desse local.

Purga Ansei (安政の大獄, Ansei no taigoku) foi um evento que se arrastou por vários anos durante o período Edo da história do Japão. Entre 1858 e 1860, o shogunato Tokugawa desenredou-se de quem não apoiava as suas políticas de comércio com o exterior. Em 1859, as detenções e investigações continuavam, e a 24 de março de 1860 Ii Naosuke foi assassinado no portão Sakurada do castelo de Edo. Isto ficou conhecido como o "Incidente Sakuradamon".

## História
A purga Ansei foi ordenada por Ii Naosuke em nome do bakufu. O expurgo foi realizado num esforço de sufocar a oposição para negociar tratados com os Estados Unidos, Rússia, Grã-Bretanha, França e Holanda.
Mais de 100 pessoas foram vítimas da repressão. Os homens foram forçados a sair das suas posições dentro do bakufu ou das han onde lideravam ou afastados da Corte Imperial em Kyoto. Entre eles encontravam-se:
- Date Munenari[5]
- Matsudaira Yoshinaga[5]
- Mito Nariaki[6]
- Shimazu Nariakira[5]
- Yamanouchi Toyoshige[5]